# Artur Woskanian
Artur Woskanian (orm.: Արթուր Ոսկանյան, ur. 13 sierpnia 1976 w Erywaniu) – ormiański piłkarz występujący na pozycji pomocnika. Trener piłkarski.

## Kariera klubowa
Woskanian karierę rozpoczynał w 1993 roku w drużynie SKA-Araj Eczmiadzyn. Następnie grał w Wanie Erywań, a w 1997 roku został zawodnikiem Karabachu Erywań, grającym w pierwszej lidze ormiańskiej. W 1998 roku przeszedł do Cementu Ararat, z którym w tym samym roku zdobył mistrzostwo Armenii oraz Puchar Armenii. W 1999 roku odszedł do rosyjskiego Urałanu Elista, występującego w pierwszej lidze i spędził tam dwa sezony.
W 2001 roku Woskanian wrócił do Armenii, gdzie został graczem Spartaka Erywań. Spędził tam sezon 2001, a w kolejnym grał w Banancu Erywań. W 2002 roku przeniósł się do cypryjskiego Digenisu Morfu. Na Cyprze występował również w Ethnikosie Achna, a w 2004 roku wrócił do Armenii. Najpierw był graczem drugoligowego Lernajinu Arcach Erywań, a następnie przeszedł do pierwszoligowego Piuniku Erywań. W 2005 roku, a także w 2006 roku wywalczył z nim mistrzostwo Armenii.
W 2007 roku Woskanian zmienił barwy klubowe i rozpoczął grę w Araracie Erywań, w którym spędził jeden sezon. W następnym grał w białoruskim klubie FK Witebsk, a od 2009 roku ponownie występował w Banancu Erywań.

## Kariera reprezentacyjna
W reprezentacji Armenii Woskanian zadebiutował 27 marca 1999 w przegranym 0:3 meczu Mistrzostw Europy 2000 z Rosją, a 12 września 2007 w wygranym 1:0 towarzyskim pojedynku z Maltą strzelił swojego jedynego gola w kadrze. W latach 1999–2010 w drużynie narodowej rozegrał 52 spotkania.